# 呂西安·格里夫斯
呂西安·格里夫斯（英語：Lucien Greaves），化名道格拉斯·梅斯納（Douglas Mesner），是一名社會活動家，也是撒旦聖殿的發言人和共同創始人。

## 傳記
格里夫斯在密芝根州的底特律出世。他攻讀假记忆体综合征方面的神經科學，畢業於哈佛大學。
格里夫斯曾在美國各地的大學中演講有關撒旦崇拜、世俗主義和撒旦聖殿的話題，並在由美國無神論者協會、美國人道主義者協會和世俗學生聯盟主持的全國性會議上擔任演講者。
格里夫斯在建立保護兒童項目「課後撒旦」、一些政治示威遊行，以及在法律行為方面涉及宗教自由與政教分離的社會問題發揮了重要作用。
格里夫斯說他已經收過許多死亡威脅，並且故意不使用他的合法名字，以免對他的家人造成威脅。

## 外部連結
- 呂西安·格里夫斯的X（前Twitter）
- Lucien Greaves Archive
- The Process Is...（页面存档备份，存于） group blog, primarily 2008-2013